# Hildegard Teuschl
Hildegard Teuschl (* 3. September 1937 in Wien als Waldtraud Maria Teuschl; † 18. Februar 2009 ebenda) war eine österreichische Sozialreformerin und die Gründerin der Hospizbewegung in Österreich.

## Leben
Nach einem Lehramtsstudium (Französisch und Lebenswirtschaftskunde) an der Universität Wien und der Universität der Franche-Comté in Besançon trat Teuschl in die Schwesterngemeinschaft Caritas Socialis ein, eine von Hildegard Burjan gegründete Ordensgemeinschaft mit mehreren Niederlassungen im deutschsprachigen Raum, und nahm den Ordensnamen Hildegard an. Schon seit langem an sozialen Fragen interessiert, gründete sie – von ihrem Orden unterstützt – 1966 in Wien die „Caritas-Schule für Sozialberufe“ (heute: „Caritas-Ausbildungszentrum für Sozialberufe der Erzdiözese Wien“). Sie leitete die heute von mehreren hundert Jugendlichen besuchte Einrichtung bis 1998.
In den 1980er Jahren begann Sr. Hildegard, für die praktische und seelsorgliche Sterbebegleitung die österreichische Hospizbewegung aufzubauen. Durch das Leiden und Sterben ihres Bruders Wolfgang Teuschl gewann sie eigene Erfahrungen in der Palliative Care.
Ende der 1990er-Jahre gelang es ihr durch Tagungen und Kurse, die unter anderem im Lainzer Bildungshaus (Kardinal König Haus) stattfanden, die medizinische Schmerzbehandlung stärker ins Bewusstsein der Ärzteschaft zu rufen und damit die Palliativmedizin in Österreich auf eine breitere Basis zu stellen. Von 1993 bis 2008 war sie Präsidentin bzw. Vorstandsmitglied des Dachverbandes Hospiz Österreich. 2006 übernahm Waltraud Klasnic, ihres Zeichens früherer Landeshauptmann der Steiermark, die Leitung des Dachverbandes.
Hildegard Teuschl war auch maßgeblich daran beteiligt, dass Bildungsmaßnahmen zum Hospizwesen und Palliative Care umgesetzt wurden. Der  Universitätslehrgang Palliative Care, der von den drei Organisationen Dachverband Hospiz Österreich, dem Bildungshaus St. Virgil Salzburg und der Paracelsus Medizinische Privatuniversität Salzburg veranstaltet wird, vergibt in regelmäßigen Abständen den Hildegard-Teuschl-Preis, der wissenschaftliche Projekte in der Palliative Care auszeichnet.
Hildegard Teuschl erkrankte 2007 an Krebs und starb 2009 in „ihrem“ Hospiz am Rennweg in Wien. Sie wurde am Kalksburger Friedhof in Wien bestattet. Im Jahr 2014 wurde in Wien-Hietzing der Hildegard-Teuschl-Weg – unmittelbar hinter dem Kardinal König Haus – nach ihr benannt.

## Auszeichnungen
- 1989: Fürst Franz Josef v. Liechtenstein-Wettbewerb für familienfördernde Maßnahmen
- 1998: Goldenes Ehrenzeichen für Verdienste um die Republik Österreich[3]
- 2004: Kardinal-König-Preis der Stiftung Communio et Progressio für diesen Einsatz für ein Sterben in Würde[4]
- 2006: Felix-Ermacora-Menschenrechtspreis[5]
- 2008: Liese-Prokop-Frauenpreis für besonderes Engagement für Mitmenschen.